# Veterinario ufficiale
Il veterinario ufficiale è, secondo la normativa comunitaria, il veterinario qualificato ad assumere tale funzione e nominato dall'autorità competente.
Svolge compiti ispettivi (visita sanitaria ante e post mortem, oltre a controlli sul benessere animale, sottoprodotti, ecc.) nei macelli che commercializzano carni fresche, nei centri di lavorazione della selvaggina e nei laboratori di sezionamento e adotta i provvedimenti successivi ai controlli.
In Italia tale qualifica è ricoperta  da tutti  veterinari che a qualunque titolo  lavorino nei servizi veterinari dalle 'aziende sanitarie locali.